# Cự Giải (chòm sao)
Cự Giải hay Bắc Giải (chữ Hán:巨蟹, nghĩa: con cua to lớn, tiếng Latinh: Cancer, biểu tượng ) là một chòm sao trong 12 chòm sao hoàng đạo. Nó nằm cạnh chòm sao Song Tử về phía tây, kề với chòm sao Sư Tử ở phía đông, liền với chòm Thiên Miêu phía bắc, giáp với Tiểu Khuyển và Trường Xà ở phía nam.

## Tên gọi

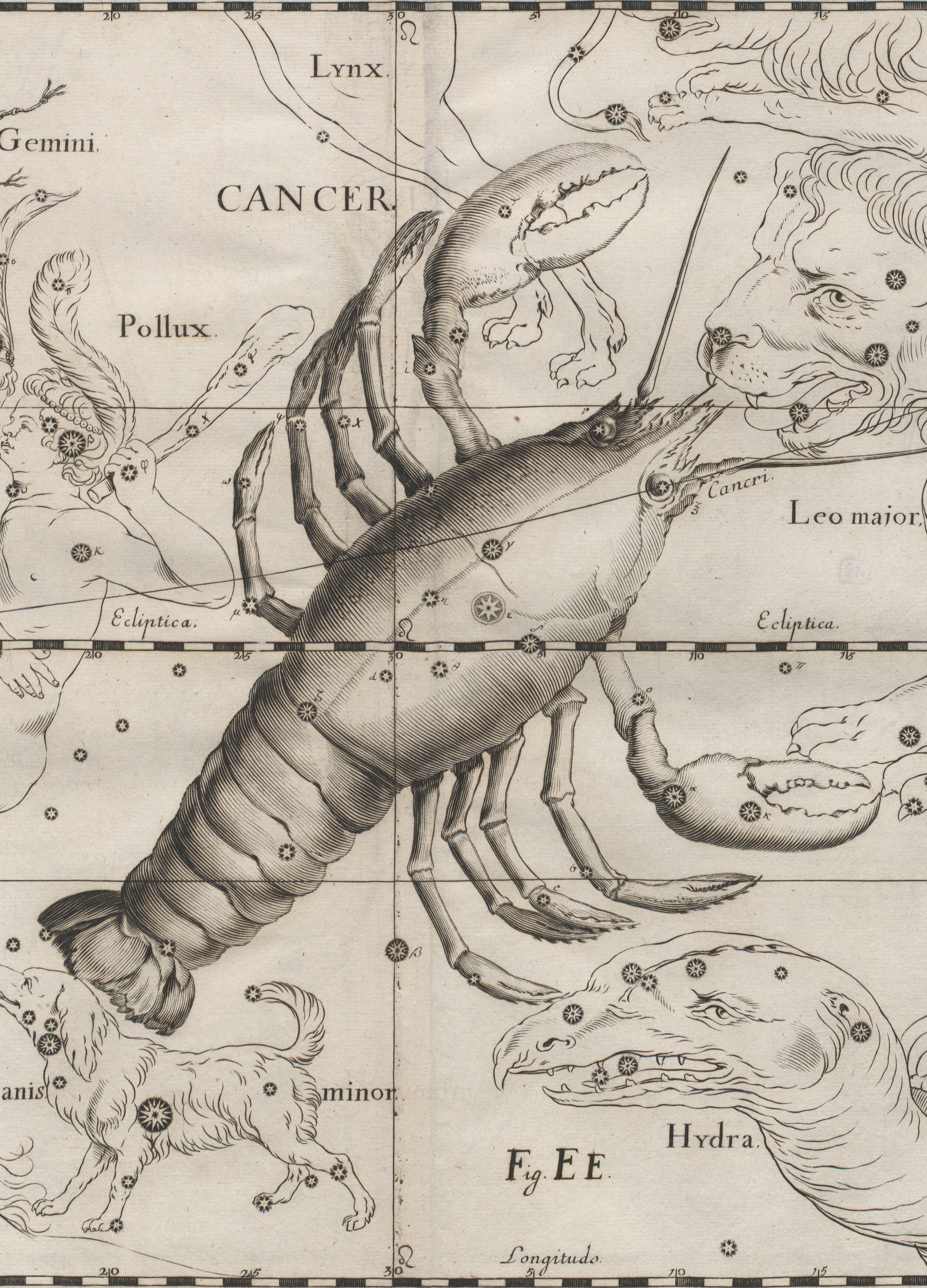

Trong thần thoại Hy Lạp nữ thần Hera cho cua dữ đến giúp trường xà Hydra trong chiến trận với Heracles. Khi cua bị Heracles bẻ gãy càng và chết, nữ thần Hera thương xót, đưa lên bầu trời để đền ơn lòng dũng cảm của nó. Sau đó, chữa vết thương cho nó.

## Đặc điểm
Không có ngôi sao nào trong chòm Cự Giải sáng hơn 4m. Chòm sao này được để ý chỉ nhờ nó nằm trong dãy mười hai chòm sao hoàng đạo và nhờ cụm sao mở M44. M44 nằm sát hoàng đạo, với hơn 200 ngôi sao trên diện tích 1,5 độ cung có thể thấy bằng ống nhòm, trong đêm tối có thể nhìn thấy bằng mắt thường. Cụm sao mở tiếp theo là M67 nằm cạnh sao α Cnc, có tới 500 ngôi sao mờ.